# Piąta pora roku (powieść Monsa Kallentofta)
Piąta pora roku (szw. Den femte årstiden) – powieść kryminalna szwedzkiego pisarza Monsa Kallentofta z 2011. Polskie wydanie książki ukazało się w 2012 w tłumaczeniu Bratumiły Pawłowskiej-Pettersson.

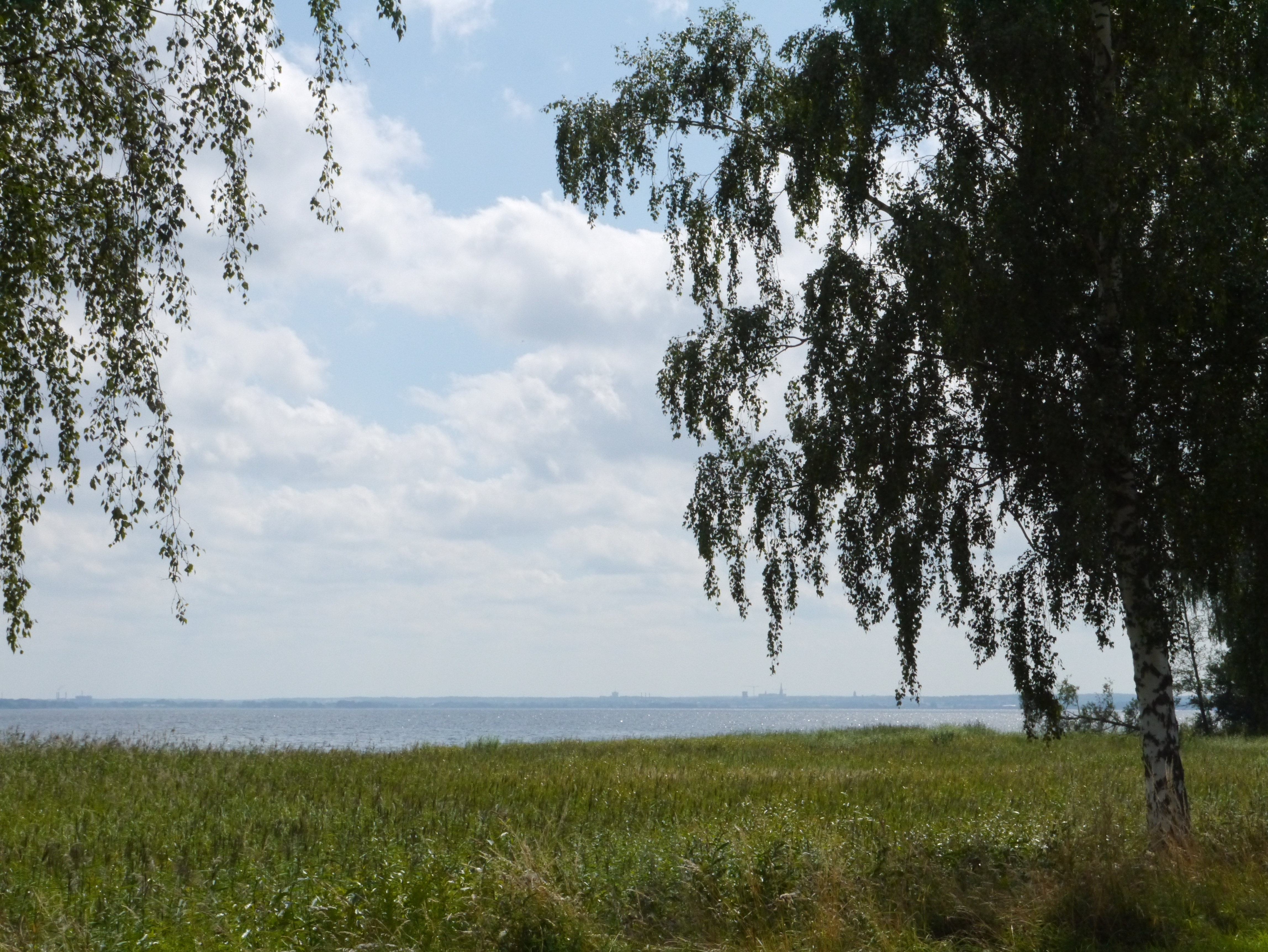
Jezioro Roxen – tu znaleziono zwłoki kobiety

## Treść
Jest piątą częścią kryminalnej serii z detektyw Malin Fors z Linköpingu, której pomaga Zaharias Zeke Martinsson. Wspomaga ich komisarz i zastępca szefa sztokholmskiego Wydziału Zabójstw – Conny Nygren. Akcja rozgrywa się w kapryśnym pogodowo maju, kiedy to zima przeplata się z wiosną i latem. W okolicach Finspångu, w pobliżu jeziora Roxen, znaleziono ciało młodej kobiety noszące ślady licznych i wyszukanych tortur, a także gwałtu. Malin Fors dostrzega w tej sprawie podobieństwo do wcześniejszej i nierozwiązanej sprawy opiekunki społecznej Marii Murvall, która co prawda przeżyła, ale zamknęła się w sobie i brak z nią kontaktu. Z czasem wypływa jeszcze powiązanie z podobną sprawą dotyczącą bezimiennej dziewczyny ze szpitala w Lund, która również utraciła kontakt ze światem. Podejrzenia padają z czasem na przedstawicieli lokalnych elit społecznych: hrabiego Pedera Stålskiölda (właściciela ziemskiego Sjölunda), Emanuela Ärendssona (ginekologa ze Szpitala Uniwersyteckiego w Linköping) i Fredrika Kantstena (prokuratora ze Sztokholmu, gender-bohatera, bojownika o równouprawnienie kobiet i zwolennika zaostrzenia kar za przemoc w rodzinie).
Książka w bezlitosny sposób krytykuje tzw. elity społeczeństwa demokratycznego. Opisani w powieści członkowie tej klasy to tzw. szanowani obywatele, ludzie poza podejrzeniami, cieszący się znacznym autorytetem społecznym, pozornie walczący o równość płci, dobro dzieci i przywileje społeczne dla najsłabszych. W istocie okazują się zepsutymi przez władzę i bogactwo pyszałkowatymi potworami, którzy regularnie wykorzystują prostytutki, torturują kobiety i posuwają się do morderstw, kiedy wymaga tego sytuacja. Ci źli mężczyźni [...]. Ci, którzy biorą od kobiet, dzieci to na co mają ochotę. Którzy uważają, że wszystko im wolno. W istocie nienawidzą kobiet i uważają je za zwykły towar, pragną nad nimi dominować i demonstrować im władzę. Hasła równościowe służą im tylko za zasłonę, za którą mogą ulegać swoim żądzom. Jestem mężczyzną. Mam pieniądze. Chcę sobie pobzykać. I mam do tego prawo. Dostają ode mnie pieniądze. Jestem przystojny. Wszystkie babki marzą o kimś takim. Masz szczęście, że trafiłaś akurat na mnie, a jeśli nie potrafisz okazać wdzięczności, sama jesteś sobie winna. Z dużym dystansem autor traktuje różnego rodzaju elitarne stowarzyszenia, w istocie stanowiące przykrywkę dla wzajemnej ochrony aparatu władzy (tutaj jest to uniwersyteckie bractwo z Uppsali Sällskapet Skallarna). W szczegółowy i mocny sposób opisano tortury, jakim poddawane były kobiety za pomocą różnych narzędzi mechanicznych, wrzątku i kwasu. Z drugiej strony policja, celem szybkiego zdobycia informacji (chodzi o ratowanie kolejnej kobiety), stosuje metody siłowego wymuszania zeznań. Celuje w tym Waldemar Eckenberg, przy milczącym przyzwoleniu wszystkich pozostałych członków ekipy dochodzeniowej, w tym szefostwa i Malin. Nie ma sprzeciwu wobec stosowania przemocy wobec podejrzanych. To jest wojna, cicha wojna, która toczy się każdego dnia. [...]. Wojnę trzeba wygrać i niekiedy wytrzebić wroga, poniżyć go, użyć koniecznych środków. Abu Gharib, Guantanamo. Tajne obozy na Litwie, w Maroku, w Polsce i w Niemczech. Torturujemy was, inaczej wy wysadzicie nas w powietrze. Także ci dobrzy potrafią i muszą czynić zło.
Inne wątki powieści dotyczą życia prywatnego Malin Fors i pozostałych bohaterów powieści. Malin w pełni kontroluje swój nałóg alkoholowy. Zdejmuje też spiralę domaciczną i postanawia zajść w ciążę ze swoim partnerem – Peterem Hamse ze Skanii.